# Alwida Antonina Bajor
Alwida Antonina Bajor (ur. 30 maja 1942 w Wilnie, zm. 23 stycznia 2024) – publicystka, dziennikarka, pisarka, tłumaczka, autorka scenariuszy sztuk teatralnych dla Teatru Polskiego w Wilnie, Polskiego Studia Teatralnego w Wilnie i Teatru Polskiego w Moskwie.

## Życiorys
W 1965 r. ukończyła studia polonistyczne w Wileńskim Instytucie Pedagogicznym. Rok wcześniej podjęła pracę w redakcji polskojęzycznego dziennika Czerwony sztandar (następnie Kurier Wileński), gdzie od 1980 r. do odejścia z gazety w 2000 r. pełniła funkcję kierownika Działu Literatury i Sztuki.
W latach 1991–1994 była redaktorem polskojęzycznych audycji i słuchowisk stacji radiowej Vilniaus varpas (Dzwon Wileński).
Autorka ponad 2 tys. publikacji m.in. w „Kinas”, „Kwartalnik Filmowy”, „Zesłaniec”, „Spotkania Lwowskie”, „Magazyn Wileński”, „Veidas”, polskich i japońskich pismach akademickich.
Laureatka literackich nagród – Czesława Miłosza (1992), im. Witolda Hulewicza (2007).
Przez wiele lat współpracowała z Polskim Studiem Teatralnym w Wilnie.

## Publikacje
- Virsmas. Rozmowy z Jonasem Vaitkusem (wyd. Biuro Kongresowe Urzędu Miasta Krakowa, Kraków, 1991)
- Piorun, Jezioro Czerwone (Wydawnictwo Polskie w Wilnie, 1995)
- Druskieniki i okolice (wyd. Šviesa, Kowno, 1998)
- Mickiewicza młodości kraje (Wydawnictwo Polskie w Wilnie, 1998)
- Album "Polskie Studio Teatralne w Wilnie 1960-2010" (Warszawa, 2012)
- Szlakiem bohaterów Potopu Henryka Sienkiewicza (wyd. Narodowe Centrum Kultury, 2016)

## Odznaczenia i nagrody
- Nagroda Literacka Czesława Miłosza (1992)
- Nagroda Literacka im. Witolda Hulewicza (2007)
- Krzyż Kawalerski Orderu Zasługi Rzeczypospolitej Polskiej (2018)[5]
- Krzyż Oficerski Orderu Zasługi Rzeczypospolitej Polskiej (2022)[6][7]